# مسجد مليكة خاتون
مسجد مليكة خاتون هو مسجد جديد في أنقرة، تركيا. افتتح مؤخرا في 27 أيلول/سبتمبر 2017.

## مليكة خاتون
سمي المسجد باسم مليكة خاتون. ولا شيء محدد معروف عن مليكة خاتون، إلا أنها كانت سيدة ثرية في القرن الرابع عشر. ووفقا للأستاذ حسين سينار من جامعة بايزيد يلدرم، ربما كانت ابنة كيقباد الثالث، سلطان سلاجقة الروم (1298-1302). كانت المسؤولة عن إنشاء العديد من المباني العامة في أنقرة. كما كانت داعمة للشاعر المتصوف الحاج بيرم ولي. 

## المسجد
المسجد في الحي القديم في أنقرة، المعروف شعبيا باسم هيرغلي ميداني. وهو يقع إلى الشرق من شارع أتاتورك وحديقة جينجليك، أكبر حديقة عامة في أنقرة. مهندس المسجد هو محرم حلمي شينالب.
مساحة المسجد 3,600 متر مربع (39,000 قدم2). قطر القبة 27 متر (89 قدم) وأقصى ارتفاع 47 متر (154 قدم). وللمسجد أربعة مئاذن. لكل مئذنة ثلاث شرفات (بالتركية: Şerefe)‏، وارتفاع كل مئذنة 72 متر (236 قدم).